# The Index
O The Index é um arranha-céus atualmente em construção em Dubai. O edifício terá 328 metros (1,076 pés) com 86 andares. Dos 80 andares, os primeiros 25 abrigarão escritórios e 47 serão residenciais, incluindo o mais alto apartamento do mundo. A torre estará orientada de tal maneira que as barreiras de concreto protegerão os andares apartamentos dos severos sol e condições climáticas do deserto dos Emirados Árabes Unidos. A face sul utilizará extensa sombra para diminuir os efeitos do sol. Um sky lobby irá separar os escritórios dos apartamentos; áreas de recreação como piscinas, ginásios, e restaurantes estarão localizados no sky lobby.